# Nazionale maschile under 19 di football americano delle Bahamas
La nazionale maschile under 19 di football americano delle Bahamas è la selezione maschile di football americano della BAFF, che rappresenta le Bahamas nelle varie competizioni ufficiali o amichevoli riservate a squadre nazionali under 19.

## Risultati
Legenda: Grassetto: Risultato migliore, Corsivo: Mancate partecipazioni

## Dettaglio stagioni

### Tornei

#### Campionato mondiale

##### Qualificazioni
| Stagione | regular season | regular season | regular season | regular season | regular season | regular season | playoff | playoff | playoff | playoff | playoff | playoff   | playoff    |
|          | Vin            | Par            | Per            | Tot            | PF             | PS             | Vin     | Per     | Tot     | PF      | PS      | risultato | avversaria |
| -------- | -------------- | -------------- | -------------- | -------------- | -------------- | -------------- | ------- | ------- | ------- | ------- | ------- | --------- | ---------- |
| 2009     |                |                |                |                |                |                | 0       | 1       | 1       | 6       | 52      |           | Panama     |
| Totale   |                |                |                |                |                |                | 0       | 1       | 1       | 6       | 52      |           |            |

Fonte: idrottonline.se

### Riepilogo partite disputate
| Anno | Luogo  | Evento   | Fase del torneo | Incontro         | Risultato |
| 2009 | Panama | Mondiale | Qualificazioni  | Panama - Bahamas | 52 - 6    |

## Confronti con le altre nazionali
Questi sono i saldi delle Bahamas nei confronti delle nazionali incontrate.

### Saldo negativo
| Nazionale | Giocate | Vinte | Pareggiate | Perse | PF | PS | Ultima vittoria | Ultimo pari | Ultima sconfitta |
| --------- | ------- | ----- | ---------- | ----- | -- | -- | --------------- | ----------- | ---------------- |
| Panama    | 1       | 0     | 0          | 1     | 6  | 52 | -               | -           | 2009             |